# Stazione di Civita d'Antino-Morino
La stazione di Civita d'Antino-Morino è una stazione ferroviaria che, posta in comune di Civita d'Antino in località Civita stazione (detta anche Civita Scalo), è atta al servizio sia del sopraddetto comune che di quello di Morino, data la vicinanza esistente fra le due cittadine. La stazione è ubicata lungo la ferrovia Avezzano-Roccasecca.

## Storia
La stazione venne inaugurata nel 1902, in occasione dell'apertura della tratta Avezzano-Sora.

## Strutture e impianti
Degna di nota è la presenza in stazione di deviatoi tallonabili con capacità di ritorno automatico nella posizione iniziale.
Nell'estate del 2022 la Stazione, insieme all'intera linea, è stata interessata da lavori di rinnovo dell'armamento e attrezzaggio propedeutico per l'installazione del sistema di segnalamento di ultima generazione di tipo ETCS Regional livello 2/3, che verrà ultimato negli anni successivi con la realizzazione di un nuovo PPM (Posto Periferico di Movimento) per l’allestimento di apparecchiature tecnologiche destinate al comando, al controllo e alla sicurezza della circolazione ferroviaria nella tratta.

## Movimento
Il servizio è svolto da Trenitalia secondo contratto di servizio stipulato con la Regione Abruzzo. In totale sono circa 12 i treni che effettuano fermata giornaliera presso la stazione, con destinazioni principali Avezzano e Cassino.

## Servizi
- Sala d'attesa